# 閩越

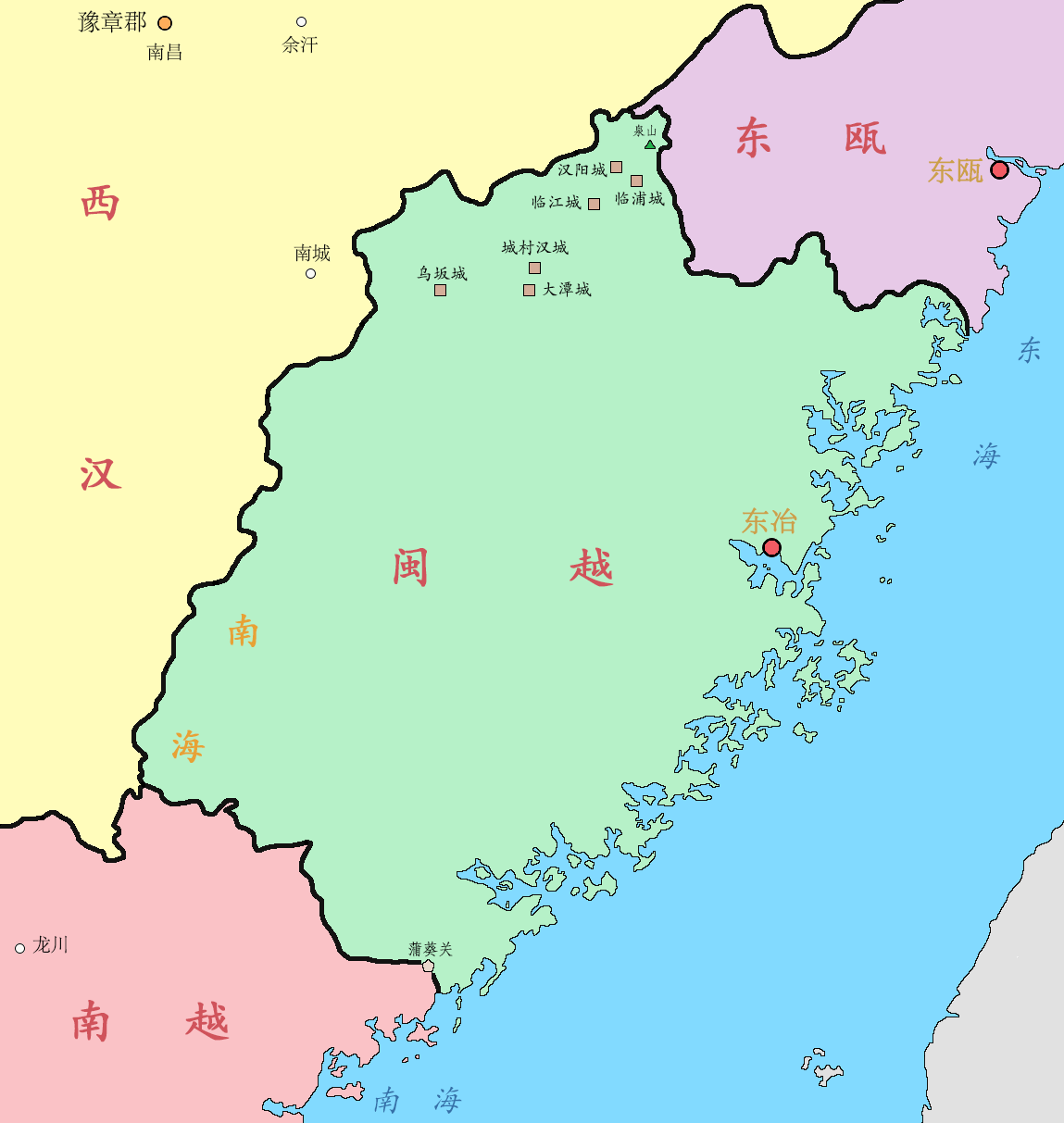
閩越領土図

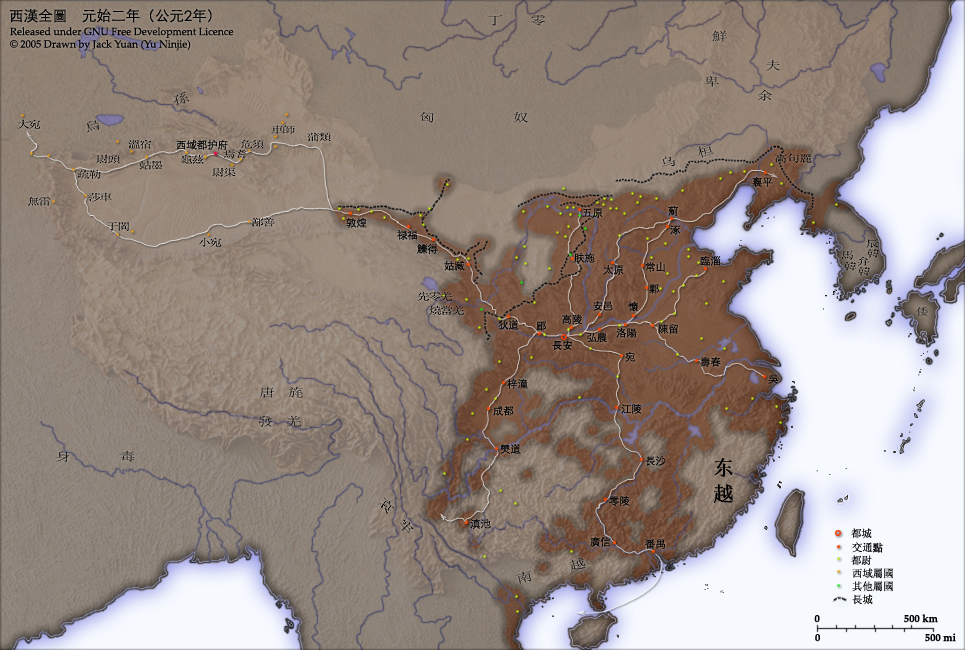
漢の時代の中国。東越とある。

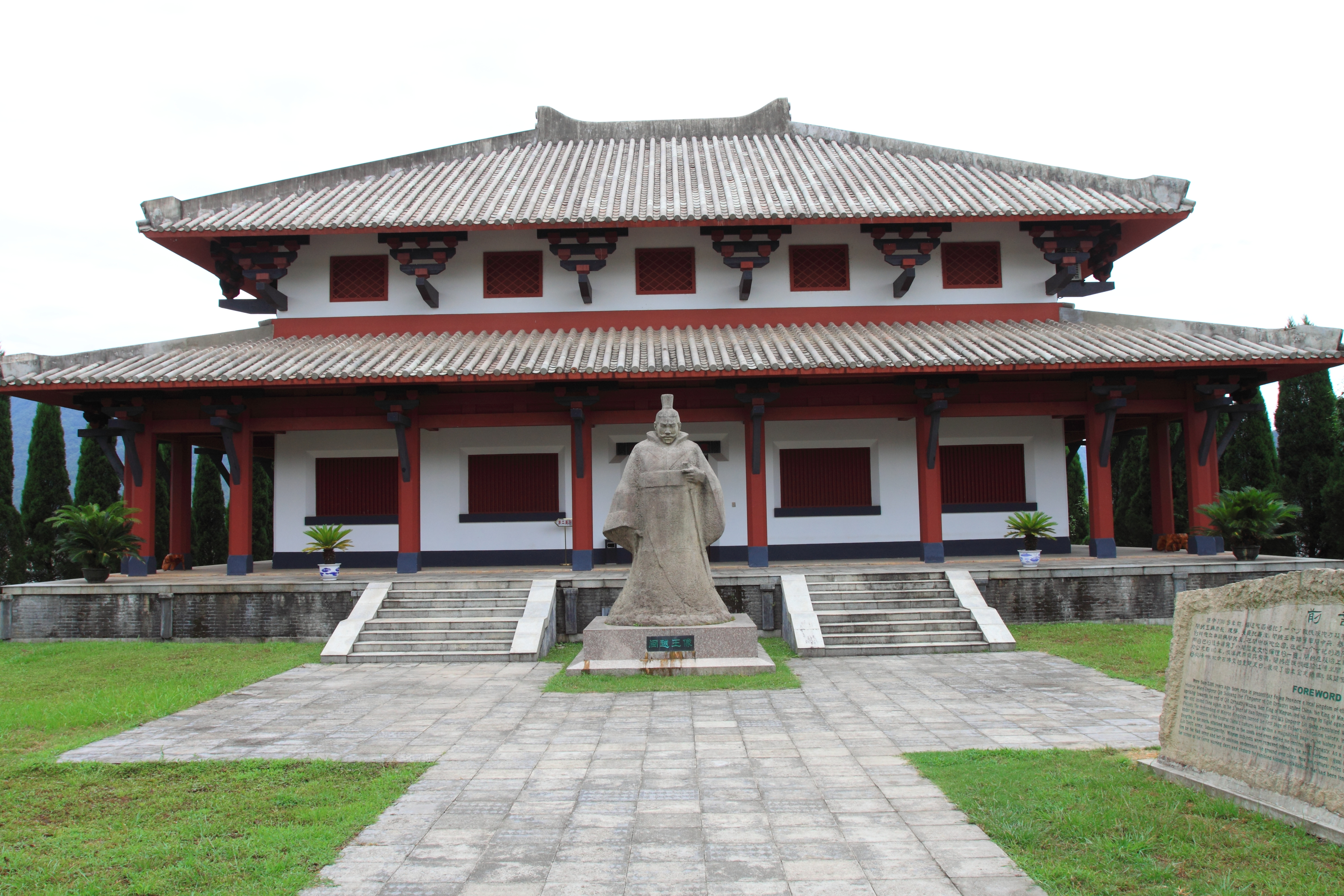
王宮跡

閩越（びんえつ）は、現在の中国福建省に存在した政権。
戦国時代に楚によって滅ぼされた越人がこの地に逃れ、現地の百越族と共同して樹立した。存在期間は紀元前306年から紀元前110年頃とされる。特に紀元前202年前後の半世紀は国力が充実し、当時の中国東南部最大の国家勢力となった。閩越王騶無諸が城村（現在の福建省南平市武夷山市興田鎮）に築いた王城はこの地域最大の都市となった。

## 成立の背景
春秋時代後期から戦国時代（紀元前475年 - 紀元前221年）前期にかけて、勾践により復興され、会稽（現在の浙江省紹興市）に存在した越であるが、紀元前306年に勾践7世の孫無彊が楚との戦いに敗れて殺害され、ここに越は滅亡した。越の王族は海路閩中に入り、越の国人も越遷山（現在の福建省福州市長楽区）に至った。このようにして越人が福建北部に定住し、当地の原住民である百越族と融合、やがて閩越を建国することとなった。

## 閩中郡の設置
紀元前221年、秦が中国を統一すると、閩中に対して派兵し、翌年には閩越人の活動地域に閩中郡を設置した。当時の秦朝は閩中は中原から遠く離れた荒服の地と認識し、また治地勢も険しく、越人も強悍であり統治は困難との認識を有していた。そのため秦の48郡の一つとして閩中郡を設置したが、その統治方法は他の郡とは異なったものであった。秦末に守尉令長を派遣したが、閩越王の王位を廃し「君長」の名義を与え、従来どおりの統治を行わせるに留まり、実質的な統治力が及ぶものではなかった。
しかし閩越への影響力を強めたい秦は、越人を大量に現在の浙江省北部や安徽省、江西省へと移民させ、また中原の犯罪者を中心に移民を進め、その融合を図った。
紀元前209年、陳勝・呉広の乱が発生すると、それまで秦の影響力を有していた各地に影響を与えた。閩越王騶無諸は兵を率いて閩中より北上し、中原の農民叛乱に加勢、秦朝に打撃を与えている。紀元前206年に秦が滅亡して楚漢戦争が始まると、騶無諸は再度中原に北上し、劉邦を支援して項羽を撃破、漢朝の創建に貢献している。紀元前202年、漢朝は騶無諸の支援に感謝して閩越王に封じ、閩中の統治を認めた。騶無諸は仙游一帯をその影響下に置いた。またこの年、騶無諸は閩越王城の再建に着手している。
閩越王城は面積約48万平方メートル、4つの城門を有していた。東西城門間には丸石で舗装された10メートル幅の大通りが整備され、通りの北側には2万平方メートルの宮殿区が設けられた。当時の閩越は東南一帯の最大勢力であり、王城も現地最大の都市であったと考えられている。1世紀に及ぶ発展の中、閩越人は百越文化の風俗習慣、宗教、文化、芸術等を維持し、政事経済面では華夏文化の影響を受け、燦爛たる閩越文化を創造していた。
騶無諸の死後、その子孫の間で内訌が発生し、しばしば内戦に及んだ。そうした中でも北方の東甌、南方の南越を攻略し、百越諸民の服従のみならず周辺諸国の朝貢をも実現し、前漢南方の一大勢力となっていた。
閩越王騶余善の時期には「武帝」の玉璽を刻印し、皇帝として自立、反漢の兵を挙げた。この時期の漢朝は武帝の治世下で国力が充実していた時期であり、地方勢力の強大化に反対していた時期である。武帝は匈奴を攻略して北方を安定させた後、数十万の兵を閩越に派兵した。同時に漢朝は閩越に対して政治工作を行い、一部勢力を漢朝に帰順させることに成功している。事前準備を整えた武帝は紀元前110年、大軍をもって閩越を江淮の内地へ遷すことを命じ、閩越は滅亡した。